# Hilde De Roeck
Hilde De Roeck (Hamme, 9 april 1970) is een Vlaamse actrice.
Ze studeerde af in 1992 aan de Studio Herman Teirlinck, afdeling kleinkunst.
Zij werd bekend door haar rol van 1991 tot 1993 in de VTM-televisieserie Familie. Daarin speelde ze het personage Marleen Van den Bossche, tot ze besloot uit de serie te stappen. Later volgden nog gastrollen in Wittekerke, De Makelaar en Spoed.
Van 1991 tot 2000 was zij de helft van de De Dulle Roeckers, een cabaretduo met de Nederlandse Ingrid Dullens. Met shows als Bloot en meedogenloos en Chickentales deden ze de  Vlaamse en Nederlandse cabaretcircuits aan. Nadien hield ze zich vooral bezig met jeugdvoorstellingen onder de noemer "Produktienest Karper".
Tegenwoordig is ze vooral actief als dramadocente. Zo werkte ze voor de muziekschool van Sint-Niklaas.